# Корабов, Никола
Нико́ла Атана́сов Ко́рабов (болг. Никола Атанасов Корабов; 7 декабря 1928, Русе Болгария — 10 ноября 2016, София, Болгария) — болгарский актёр, кинорежиссёр, сценарист и педагог.

## Биография
В 1952 году окончил ВГИК. Дебютировал в 1956 году («Димитровградцы»). Считается мастером эпических экранизаций на историческом материале. Преподавал в Национальной академии театрального и киноискусства.

## Фильмография

### Режиссёр
- 1956 — Димитровградцы / Димитровградци (с Дучо Мундровым)
- 1959 — Малышка / Малката
- 1965 — Разрешение на брак / Вула
- 1968 — Свобода или смерть / Свобода или смърт
- 1970 — Гневное путешествие / Гневно пътуване
- 1973 — Иван Кондарев / Иван Кондарев (в советском прокате «Встревоженная тишина»)
- 1977 — Юлия Вревская / Юлия Вревска (Болгария — СССР)
- 1980 — Живу я жизнью не одной[1] / Аз не живея един живот
- 1983 — Рок / Орисия
- 1986 — Мечты о дальней дороге / Копнежи по белия път
- 1990 — Поверье о белом ветре / Поверие за белия вятър
- 1999 — Магия / Магия (ТВ)

### Сценарист
- 1962 — Табак / Тютюн (в советском прокате «Конец „Никотианы“»)
- 1965 — Разрешение на брак / Вула
- 1973 — Иван Кондарев / Иван Кондарев (по Емилияну Станеву, в советском прокате «Встревоженная тишина»)
- 1977 — Юлия Вревская / Юлия Вревска (Болгария—СССР)
- 1980 — Живу я жизнью не одной / Аз не живея един живот
- 1983 — Рок / Орисия
- 1986 — Мечты о дальней дороге / Копнежи по белия път
- 1990 — Поверье о белом ветре / Поверие за белия вятър
- 1999 — Магия / Магия (ТВ)

### Актёр
- 1966 — Джесси Джеймс против Локума Шекерова / Джеси Джеймс срещу Локум Шекеров
- 1968 — Свобода или смерть / Свобода или смърт
- 1977 — Юлия Вревская / Юлия Вревска — фотограф (Болгария—СССР)

## Награды
- 1963 — номинация на «Золотую пальмовую ветвь» 16-го Каннского кинофестиваля («Табак»)
- 1971 — номинация на Золотой приз VII Московского международного кинофестиваля («Гневное путешествие»)
- 1974 — Заслуженный артист НРБ
- 2006 — Орден «Святые Кирилл и Мефодий» на цепи[2]
- 2009 — Орден «Стара-планина» I степени[3]